# 메리 루이스 부스
메리 루이스 부스(Mary Louise Booth, 1831년 4월 19일~1889년 3월 5일)는 미국의 편집자이자 번역가 및 작가이며, 하퍼스 바자의 첫 여성 편집장이었다.
18세 때, 그녀는 뉴욕시로 가족 집을 떠나 조끼업자의 무역을 배웠다. 그녀는 공부와 글쓰기에 저녁 시간을 바쳤다. 그녀는 여러 신문과 잡지에 이야기와 스케치를 기고했지만, 그 대가로 돈을 받지 못했다. 그녀는 교육 및 문학 저널에 대한 보고와 서평을 하기 시작했는데, 여전히 돈으로는 아무런 보수를 받지는 않았지만, 그녀는 가끔 돈 대신 책으로 보상을 받는 것을 행복해했다. 그녀는 말했다: "이것은 나의 대학이고, 나는 보수를 요구하기 전에 내가 하는 일을 배워야 한다." 1856년, 프랑스에서 발행된 것과 같은 대리석 노동자의 매뉴얼을 편찬했고, 그것이 출판되었지만 그녀는 다시 보상으로 책만을 받았다. 비록 여전히 마차비가 부족해서 4마일을 걸어야 할 때도 있었지만, 시간이 흐를수록 그녀는 할 수 있는 문학적인 일을 점점 더 많이 받았고, 그녀는 꾸준히 발전했다. 그녀의 능력을 인정하는 사람들은 시간이 지날수록 많아졌다. 1859년, 그녀는 1년 안에 뉴욕의 역사를 쓰기로 동의했고, 성공했다. 하지만, 그러나 그때까지도 그녀는 조끼 만드는 것을 포기하고 하루에 12시간씩 글을 쓰고 있었음에도 불구하고 자신을 전적으로 부양할 수 없었다. 그녀가 30살이었을 때, 그녀는 J. Marion Sims 박사(현대 산부인과의 아버지라 불리는 의사)로부터 amanuensis(글을 받아쓰거나 옮기는 직책을 가리키는 말)의 지위를 부여 받았고, 이것은 그녀가 꾸준한 보수를 받은 종류 중 첫 작품이었다. 그녀는 이제 아버지의 도움 없이도 할 수 있었고, 아주 소박하지만 뉴욕에서 생계를 유지할 수 있었다.
1861년 미국 남북전쟁이 시작될 무렵, 그녀는 프랑스어로 쓰인 아게노르 드 가스파랭의 "위대한 인민의 봉기"의 견본을 입수하고, 서둘러 스크리브너(Scribner)의 집으로 이걸 가져가 자신이 번역을 하면 번역본을 출판할 것인지 물었다. 그리고 그녀는 스크리브너에게 즉시 발행할 수 있다면 가치가 있겠지만, 전쟁이 한 달 이상 지속되지 않을 것이고, 그렇게 되면 그다지 필요하지 않게 될것이라는 말을 들었다. 그녀는 책을 집으로 가져갔다. 그녀는 하루에 20시간씩 일했으며, 일주일도 안 되어 그 책을 전부 번역했고 그것은 보름 만에 출판되었다. 이 책은 북부인들에게 큰 반향을 일으켰고, 찰스 섬너와 링컨 대통령은 모두 그녀에게 감사의 편지를 썼다. 그러나 섬너가 그녀에게 그녀가 한 일은 "인간의 자유를 위해 한 모든 단체를 가치 있게 한 것"이라고 썼지만, 그녀는 다시 금전적인 보상을 거의 받지 못했다. 그러나 전쟁이 계속되는 동안, 그녀는 애국심을 불러일으키기 위해 고안된 많은 프랑스 책들을 번역했고, 한 때 워싱턴으로 소환되어, 한 호텔에서 숙식만 제공받으며, 조국을 위해 일하는 것을 돕는 것을 특권이라고 여기는 사람들을 위해 글을 썼다. 그녀는 이 때 아버지를 위해 뉴욕 커스텀 하우스에서 점원 자리를 얻을 수 있었고, 그가 해왔던 고된 야간 작업에서 그를 해방시킬 수 있었다.
남북전쟁의 막바지에 그녀는 자신이 그 지위에 적합하다는 것을 너무나 잘 증명해 보였으며, 하퍼는 1867년부터 그녀가 죽을 때까지 하퍼의 편집권을 그녀에게 제공했다. 그녀는 처음에는 자신의 힘에 대해 확신이 없었지만, 마침내 그 책임을 받아들였고, 그 잡지가 그렇게 인기를 끌게 된 것은 거의 그녀 때문이었다. 잡지는 집에서 소소하게 보는 잡지의 성격을 유지함과 동시에 영향력과 유통이 꾸준히 증가했고, 그녀의 성공은 그녀가 편집한 잡지의 성과로 증명되었다. 그녀는 당시 미국의 어느 여성보다 많은 월급을 받았다고 한다. 그녀는 1889년 3월 5일 짧은 병을 앓은 후 사망했다.

## 어린 시절
메리 루이스 부스(Mary Louise Booth)는 현재의 애팽크인 Millville에서 윌리엄 채트필드 부스(William Chatfield Booth)와 낸시 몬스웰(Nancy Monswell) 사이에서 태어났다. 그녀의 아버지는 1649년경 미국으로 건너온 존 부스(John Booth)의 후손이었고, 어머니는 프랑스 혁명(1789~1799)의 난민의 손녀였다.
그녀는 조숙한 아이였다. 이것에 관해 너무 많은 질문을 받자, 그녀는 프랑스어나 영어를 읽는 것은 말하는 것만큼 배운 기억이 없다고 고백했다. 걸을 수 있게 되자마자 그녀의 어머니는 책을 손에 들고 스스로 읽는 법을 배우라고 애원하며 따라다니고 있었다고 말했다. 그녀는 곧 그것들을 너무나 유익하게 읽어서 다섯 살이 되기 전에 성경을 완독하고, 그 성취에 대한 보상으로 여러 언어로 번역된 성서를 받았으며, 또한 플루타르크도 읽었는데, 그 이후 다시 읽을 때마다 그녀에게 처음 읽었을 때와 같은 기쁨을 주었고, 일곱 살에 라신느를 원문으로 익혔는데, 그 후로는 라틴어 공부를 시작했다.
그 때부터 그녀는 나이에 걸맞지 않은 독자가 되어서 또래에 맞는 연극보다는 오로지 책에 대한 헌신으로 부모님을 끈질기게 괴롭혔다. 그녀의 아버지는 그녀가 11살이 채 되기 전 흄, 깁본, 앨리슨, 그리고 그와 유사한 작가들을 알게 되었을 때, 그녀가 읽고 소유한 모든 책을 가진 상당한 도서관을 가지고 있었다. 이 때, 그녀는 학교로 보내졌다. 그녀의 아버지와 어머니는 그들이 책임져야 할 지성을 보고, 그녀의 교육에 가능한 모든 노력을 기울였고, 다행히도 그녀의 체력은 그녀를 다른 학원에서 중단 없는 과정과 집에서 대가들과 함께 일련의 수업을 거치게 하기에 충분했다. 그녀는 언어와 자연과학에 더 신경을 썼는데, 그녀는 다른 대부분의 학문에 비해 매우 능숙했지만, 수학에서 특별한 즐거움을 느끼지 못했다. 부스의 우수한 교육은 학교에서 받지 않았는데, 그 곳에서 그녀는 스스로 배우는 것보다 덜 배웠다. 왜냐하면 그녀는 어릴 때부터 장애물을 경멸하고 문학에 대한 확고한 취향을 가지고 있었기 때문이다. 그녀는 프랑스어를 배웠을 때 아주 작은 아이였다. 길잃은 프랑스어 입문서가 그녀의 손에 떨어졌고, 그녀는 프랑스어 단어들을 영어 단어들과 비교하는 것에 흥미를 가지게 되었고, 이런 식으로 공부를 계속했다. 나중에 그녀는 같은 방식으로 독일어를 독학으로 습득했고, 어느 언어도 직접 들어보지 못한 상태에서, 몇 년 후에 독일어나 프랑스어의 거의 모든 책을 영어로 소리내어 번역할 수 있게 되었다.
그녀가 약 13살이었을 때, 그녀의 아버지 윌리엄 채트필드 부스는 그녀가 태어난 Yaphank에서 뉴욕 브루클린으로 그의 가족을 옮겼고 그곳에서 부스 씨는 그 도시에 설립된 최초의 공립학교를 조직했다. 부스 씨는 딸이 갖고 있는 그런 지성의 지도와 교육의 면에 있어서 충분히 훌륭하다고 검증된 사람이었다. Mary는 그녀의 아버지가 학교에서 가르치는 것을 도왔다. 학문적인 문제에 깊이 관심을 갖고, 확고한 목적성과 두려움이 없는 성실성을 지닌 그와 그의 딸은 완벽히 서로에게 공감하고 있었으며, 그녀의 아버지는 부드러운 배려로 그녀의 성장을 지켜보았고, 그 후에는 그녀가 쓴 글 한 마디 한 마디를 자랑스럽게 소중히 간직하고 있었다. 그러나 그는 그녀가 그녀의 노력으로 훌륭한 독립을 쟁취한 후에도, 그녀가 정말로 전적으로 그녀 스스로 생계를 유지할 수 있다는 것을 믿을 수 없었으며, 항상 그녀를 가장 소중한 선물처럼 대했다. 미국 대통령이 그에 대해 "더 친절하고 더 명예로운 신사는 찾기 어려울 것이다."라고 말했듯이, 그는 완벽한 신사였다. 또 다른 딸과 두 아들이 나머지 가족 구성원이었고, 아들 중 막내인 찰스 A 대령(Colonel Charles A. Booth)은 군대에서 20년간 복무했다.
그녀는 그녀의 어머니를 따라 프랑스계였고, 어머니는 80세까지 살아계셨다. 부스의 아버지 윌리엄 채트필드 부스(William Chatfield Booth)는 1649년 미국에 온 우리의 초기 정착민 중 한 사람인 존 부스(John Booth)의 후손이었고, 그의 친구였던 델라메레 남작과 얼 워런의 친구였다. 그리고 찰스 2세의 망명 동료를 만났다. 1652년, 존 부스는 아메리카 원주민들에게 300피트(91m)의 칼리코에 쉘터 섬을 구입했다. 적어도 200년 동안 그 가족은 가까운 곳에 머물렀다. 부스의 아버지는 몇 년 동안 뉴욕에 있는 몇 개의 대형 상가에 야간 감시원을 제공했고, 그는 오후 9시부터 아침 7시까지 그들을 개인적으로 감독할 의무가 있었다.
그녀는 나이가 들면서 문학을 자신의 직업으로 만들려는 그녀의 결심은 매우 강해져 갔고, 어떤 낙담도 그녀의 목표를 바꾸지는 못했다. 그녀가 4명의 아이들 중 가장 나이가 많은 아이였고, 다른 형제들도 아버지의 도움을 필요로 할 수 있기 때문에, 그녀는 다른 형제들을 지원하는 것보다 더 많이 지원 받는 것이 공평하다고 생각하지 않았다. 결과적으로, 18살이 되어 자신의 진로를 위해 뉴욕으로 가야 한다고 결심했을 때, 그녀는 전적으로 아버지에게 의존할 수 없었다. 그녀는 부모의 어떤 소망도 무시하지 않고, 인생의 주요 목표에 대해 스스로 결정을 내렸다. 그녀는 이제 그들을 떠나야 했고, 아버지가 지원할 수 있는 금액과 그녀가 사는 데 쓰는 돈의 차이만큼을 벌어야 했으며, 그녀의 진로를 위한 시간과 기회를 찾아야 했다.

## 초기의 직업
조끼 제조업자인 한 친구가 그녀에게 그 무역을 가르쳐 주고, 그녀가 일을 할 수 있도록 도와주겠다고 제안했고, 이로써 그녀는 뉴욕으로 가는 계획을 실행할 수 있었다. 그녀는 도시의 작은 방을 잡았고, 그 당시에는 윌리엄스버그와 뉴욕 사이의 통신이 매우 느렸고, 오가기 매우 힘들었기 때문에 일요일만 집에 갔다. 비록 그녀의 가족은 그녀의 문학 활동을 지지하지 않았지만, 그녀의 부모님 집에는 항상 그녀를 위한 방 두 개가 준비되어 있었고, 그녀에게는 집에서의 그 일요일들이 틀림없이 큰 휴식이었고 즐거움이었을 것이다.

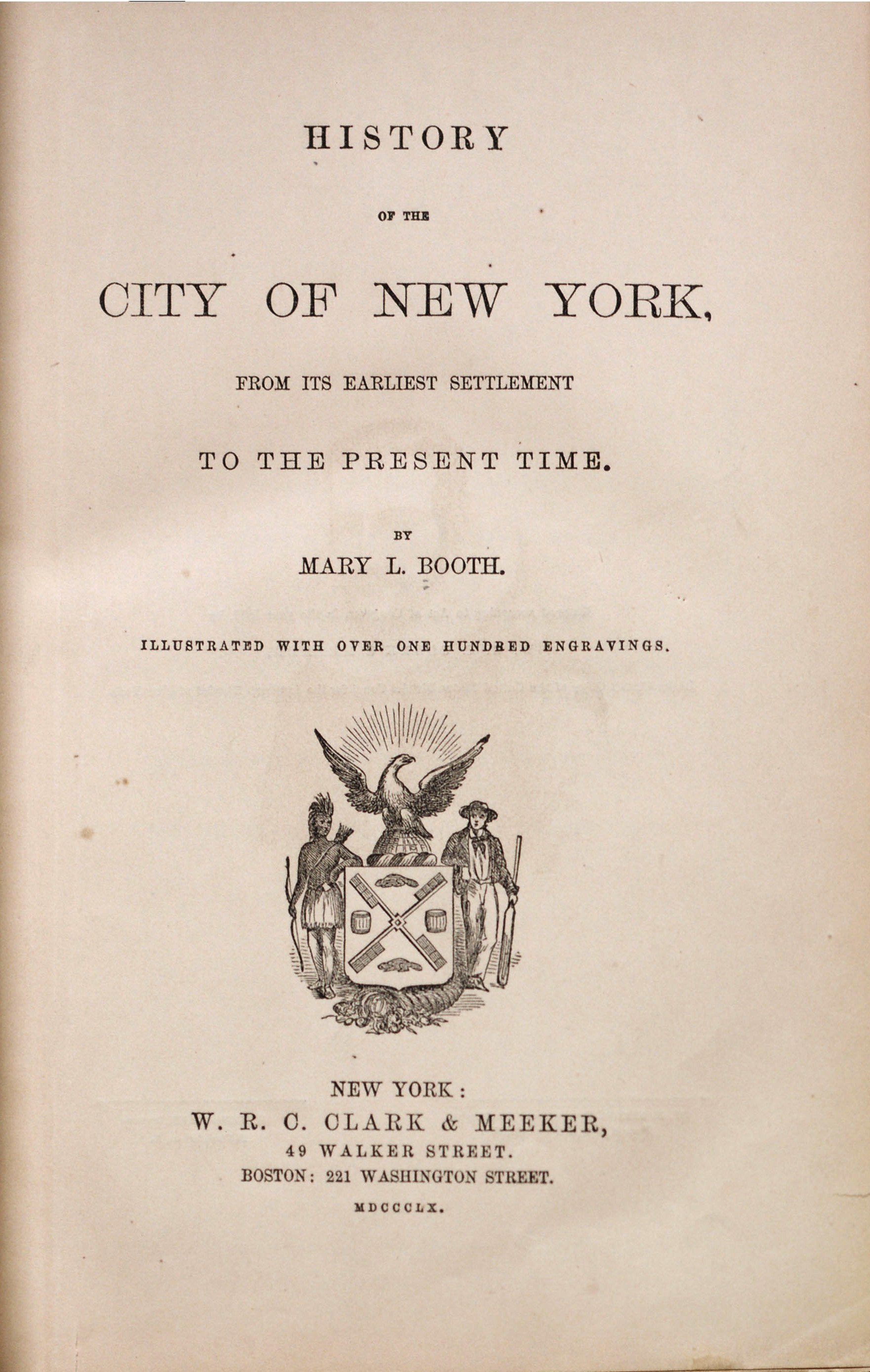
History of the City of New York 1859 by Mary Louise Booth

1845년과 1846년에 부스는 뉴욕 윌리엄스버그에 있는 아버지의 학교에서 가르쳤지만, 그녀의 건강을 이유로 그러한 추구를 포기하고 문학에 전념했다. 부스는 신문과 잡지에 대한 이야기와 스케치를 썼다. 그녀는 프랑스어로 된 대리석 작업자 설명서(뉴욕, 1856년)와 시계와 시계 제조자 설명서를 번역했다. 그녀는 조제프 메리의 안드레 체니에와 에드몽 프랑수아 발렝탕의 에머슨 잡지를 번역했으며, 그녀 자신의 독창적인 기사도 출판했다. 부스는 이후 빅토르 쿠쟁의 프랑스 궁정의 비밀 역사서인 마담 드 체브뤼세(1859)의 삶과 시간을 번역했다. 같은 해, 그녀가 쓴 뉴욕시의 역사(History of the City of New York) 초판이 등장했는데, 그것은 위대한 연구의 결과였다. 그것은 그녀의 소중한 소유물이었다. 다음으로 그녀는 올랜도 윌리엄스 와이트를 도와 프랑스 고전 시리즈를 번역했으며, 에드먼드 어바웃의 저메인(보스턴, 1860년)도 번역했다.
그녀의 대표작 중 하나인 History of the City of New York의 탄생 배경은 이러했다.
한 친구가 그녀에게 뉴욕시의 완전한 역사는 결코 기록되지 않았고, 그런 역사를 학교용으로 준비하는 것이 좋을지도 모른다고 제안했을 때, 부스는 갓 소녀티를 벗어난 아가씨였다. 불가능을 시도하려는 야망이 없으면서도 성공할 가능성이 낮다는 사실에 겁먹지 않고, 그녀는 즉시 역사 기록 작업에 몰두했고, 몇 년을 준비하면서 보낸 끝에, 한 출판사의 요청에 따라, 그녀의 작업의 한계를 넘어선, 하나의 작품을 완성했다. 그녀는 식민지와 국사의 가장 감동적인 사건들 중 많은 것들이 뉴욕의 역사와 연관되어 있기 때문에 그 역사를 기록하는 것이 결코 사소한 일이 아니라는 것을 알고 있었다. 역사 기록 작업 과정 동안 부스는 도서관과 기록 보관소에 접근할 수 있었다. 워싱턴 어빙은 그녀에게 진심어린 격려 편지를 보냈고, D. T. 발렌타인, 헨리 B. 도슨, W. J. 데이비스, E. B. O'Callahan, 그리고 많은 다른 사람들은 그녀에게 서류와 모든 도움을 주었다. 벤슨 G. Lossing은 부스의 책에 대해 이렇게 말했다. “뉴욕 시민들은 위대한 대도시의 삶에 대한 대중적인 이야기를 담은 책에 감사해야 할 의무가 있으며, 그녀의 책은 역사에서 너무나 많은 중요한 사실들을 담고 있으면서도, 모든 사람들이 쉽게 접근할 수 있도록 했다.” 그녀의 역사서는 하나의 두꺼운 책으로 출판되었고, 후한 환영과 함께 상당한 금전적인 보상을 받을 수 있었다. 출판사는 그녀에게 해외에 나가 위대한 유럽의 수도인 런던, 파리, 베를린, 비엔나의 대중적 역사를 쓰자고 제안할 정도로, 그 책의 성과가 만족스러웠다. 젊은 작가에게서 보인 밝은 직업적 전망은 전쟁과 그 밖의 우연한 상황들로 인해 그것이 현실이 되는 것을 막았다.

## 미국 남북전쟁 시기 활동
이 작품의 초판이 출판된 직후, 내전이 일어났다. 부스는 언제나 노예제를 반대하는 당파였고, 그녀가 진정한 진보라고 여기는 것에 대한 운동의 동조자였다. 그리고 이 시기에 국가는 인간에게 주어진 가장 고귀한 정부의 파괴를 막기 위해 열정으로 불타고 있었다. 모든 사람들은 그 투쟁의 보상으로 거짓으로 과시하는 자유가 아닌 진정한 보편적 자유를 얻고자 했다.
부스는 물론 연방측에 가담했고, 그녀가 그토록 열렬히 믿는 대의를 실현하기 위해 무언가를 하고 싶은 마음이 간절했다. 그녀는 비록 그러한 도움과 협력이 가져올 수 있는 모든 시련들을 기꺼이 견뎌내려고 했지만, 그러한 일에서 너무 경험이 부족하여, 군병원에서 간호사로 활동할 자격이 없다고 느꼈다. 그 과업을 생명에 대한 위험으로 간주한다. 그럼에도 그녀는 무언가를 해야 한다고 생각했고, 열정에 불타서 아게노르 드 가스파린 백작의 "위대한 사람들의 봉기(Uprising of a Great People"의 견본을 입수했을 때, 그녀는 그 끔찍한 투쟁에 참가한 사람들에게 용기를 주는 말을 할 수 있는 기회를 단번에 보았다.
그녀는 시간을 낭비하지 않고 스크리브너에게 그 작품을 출판하자고 제안했다. 그는 번역이 준비되면 기꺼이 그렇게 하겠으나, 책이 나오기 전에 전쟁이 끝날 것이라고 말하면서 약간 이의를 제기했는데, 시워드는 단호히 작업 기간을 몇 주가 아니라 며칠로 제한했다. 스크리브너는 만약 그것이 일주일 안에 준비될 수 있다면, 그는 그것을 출판할 것이라고 하였다. "일 주일 안에 완성 가능합니다."라고 그녀의 대답이었고, 그녀는 집에 가서 24시간마다 20시간씩 일하면서 밤에 교정지를 받고 아침에 새로 사본으로 돌려보냈다. 그녀는 마감 기한 몇 시간 전에 작업을 완성했고, 보름 만에 책이 나왔는데, 그 메시지가 메인에서 캘리포니아까지 울려 퍼졌다.
전쟁 중에 출판된 책은 엄청난 반향을 일으켰다. 당 대변인에 따르면 당대의 신문들은 이 책에 대한 논평과 통지, 찬미 등으로 가득 차 있었다. 그 책은 용기를 북돋우고 희망을 다시 불러일으켰다. 찰스 섬너는 "인간의 자유를 위해 한 모든 단체를 가치 있게 한 것"고 썼고, 에이브러햄 링컨은 막중한 업무를 수행하는 것을 잠시 멈추고 그녀에게 감사편지와 고매한 환호를 보냈다.
이 책의 출판은 부스를 견본을 작성한 자와 그의 아내와 소통하기 위한 수단이었는데, 그 저자는 부스에게 스위스를 방문하도록 간청했고, 그 후에 오거스틴 코친, 에두아르 라불레이, 헨리 마틴, 에몬과 같은 작가들과 그 밖에 가정에서는 종교적, 정치적 신념을 표현하지 않지만, 노예제도에 대한 증오로 뭉친 사람들과 서신을 주고받게 되었다. 이 신사분들은 그녀가 받은 문서들을 대가 없이 번역하여 일간지에, 그리고 유니온 리그 클럽에 제공하여 출판할 수 있도록 하는 날에 맞춰 문서를 보내고 자문을 구하기 위해 수많은 기사, 편지, 팜플렛을 보내면서 서로 다투었다. 그녀는 이 고귀한 프랑스인들에게 그녀에게 물어본 사건에 대한 경과를 정확하게 알려주고, 그들에게 도움이 될 수 있는 그런 간행물을 보냈다.
1867년에 그녀의 역사서 2판이 출판되었고, 1880년에 개정되어 현재까지 정리된 3판이 나왔다. 이 작품의 거대한 원본은 저명한 서적 수집가들이 가져갔으며, 이들에 의해 연장되고 삽화가 되어 있으며, 간간지 페이지에는 보조 인쇄물, 초상화, 사인 등이 실려 있었다. 수 천 개의 지도, 편지 및 기타 삽화들에 의해 9권으로 확장된 한 권의 사본은 뉴욕에 소유되어 있으며, 타의 추종을 불허하는 보물창고다. 부스는 저명한 희귀본 수집가가 그녀에게 선물한 사본을 가지고 있었는데, 그 사본은 삽입된 책의 낱장에 2천 개 이상의 삽화가 덧붙여져 있었다.

## 번역가로서의 삶
미국 남북전쟁(1861–1865년) 당시 부스는 프랑스의 저명한 작가들의 저서들을 연방의 대의에 유리하게 번역했다. 그녀는 다음과 같은 작품을 연속해서 번역했다: 아게노르 가스파랭의 유럽 이전의 위대한 민족과 아메리카의 봉기(뉴욕, 1861년), 에두아르 르네 드 라불라예의 미국 파리(뉴욕, 1865년), 오귀스탱 코챙의 노예 해방과 결과(보스턴, 1862년). 이 일로 그녀는 미국 대통령 에이브러햄 링컨, 미국 상원의원 찰스 섬너, 그리고 다른 정치인들로부터 칭찬과 격려를 받았다. 전쟁 내내 그녀는 코챙, 가스파랭, 라불라예, 앙리 마르탱, 샤를 포르베 르네 드 몽탈렝베르, 그리고 다른 유럽 동조자들과의 연락을 유지했다. 프랑스인 친구들이 그녀에게 보낸 문서는 팸플릿으로 번역 출간되거나 유니언 리그 클럽에서 발행되거나 뉴욕 저널에 게재되었다.(위에서 그녀에게 보내려고 경쟁했던 바로 그 문서들이다.) 부스는 앙리 마르탱의 프랑스 역사서를 번역했다. 루이 14세를 다룬 두 권은 1864년에 출판되었고, 나머지 두 권은 1866년에 프랑스 군주제의 쇠퇴라는 제목으로 원작 17권 중 마지막 권으로 두 권이 출판되었다. 그녀가 마르탱의 프랑스사 요약본을 번역한 것은 1880년에 출판되었다. 그녀는 라불라예의 요정의 책, 장 마세의 요정의 이야기, 블레즈 파스칼의 《시골 벗에게 부치는 편지》을 번역하기도 했다. "위대한 국민의 봉기"는 가스파랭의 "유럽보다 미국 먼저"가, 라불라예의 "미국의 파리"가, 오귀스탱 코챙이 쓴 "해방 결과"와 "노예의 결과"가 2권이었다. 코친의 작품은 가스파랭이 했던 것보다 훨씬 더 많은 관심을 끌었다. 그녀는 주요 공화당 정치인인 헨리 윈터 데이비스, 둘리틀 상원의원, 갈루샤 A.그로로부터 수백 통의 감사 편지를 받았다. 리버 박사, 벨 박사, 위생 위원회 회장, 그리고 그 중에서도 조지 섬너, 카시우스 M. 클레이와 스피드 법무장관 찰스 섬너는 "코친의 업적은 한니발에게 누미디아 기병대보다 더 큰 가치가 있었다"라고 밝혔다." 그 사이 그녀는 전과 같이 번역을 추구하여 라불레이의 <유화 이야기>와 장 메이스의 <요정서>와 백작 도 가스파린, 전자에 의한 <행복> 그리고 후자에 의한 <카밀레>와 <베스퍼> 그리고 <인간 슬픔>의 여러 종교 작품들을 추가했다. 그녀의 거의 40권의 책을 번역했다.

## 하퍼스 바자

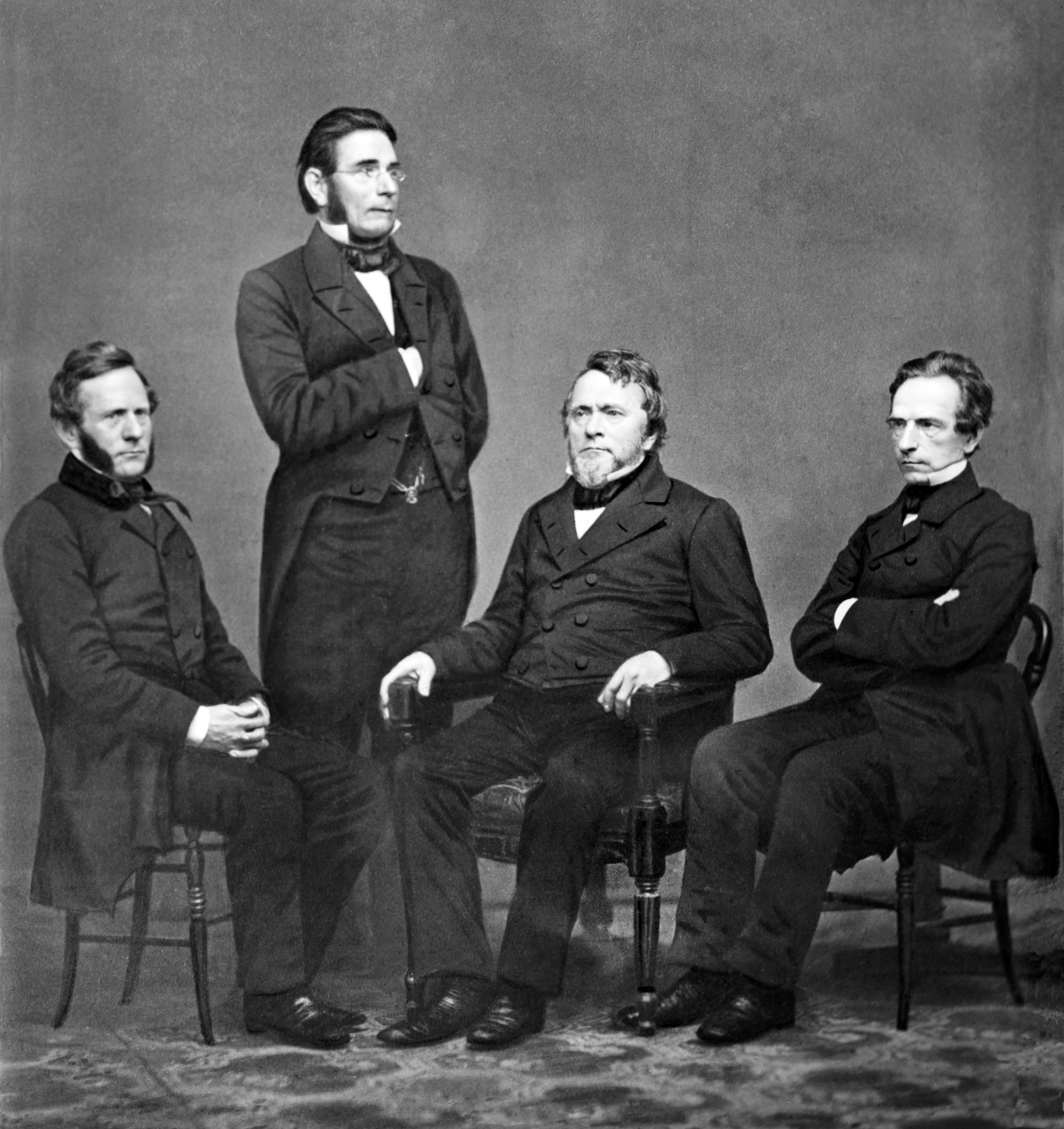
Messrs. Harper

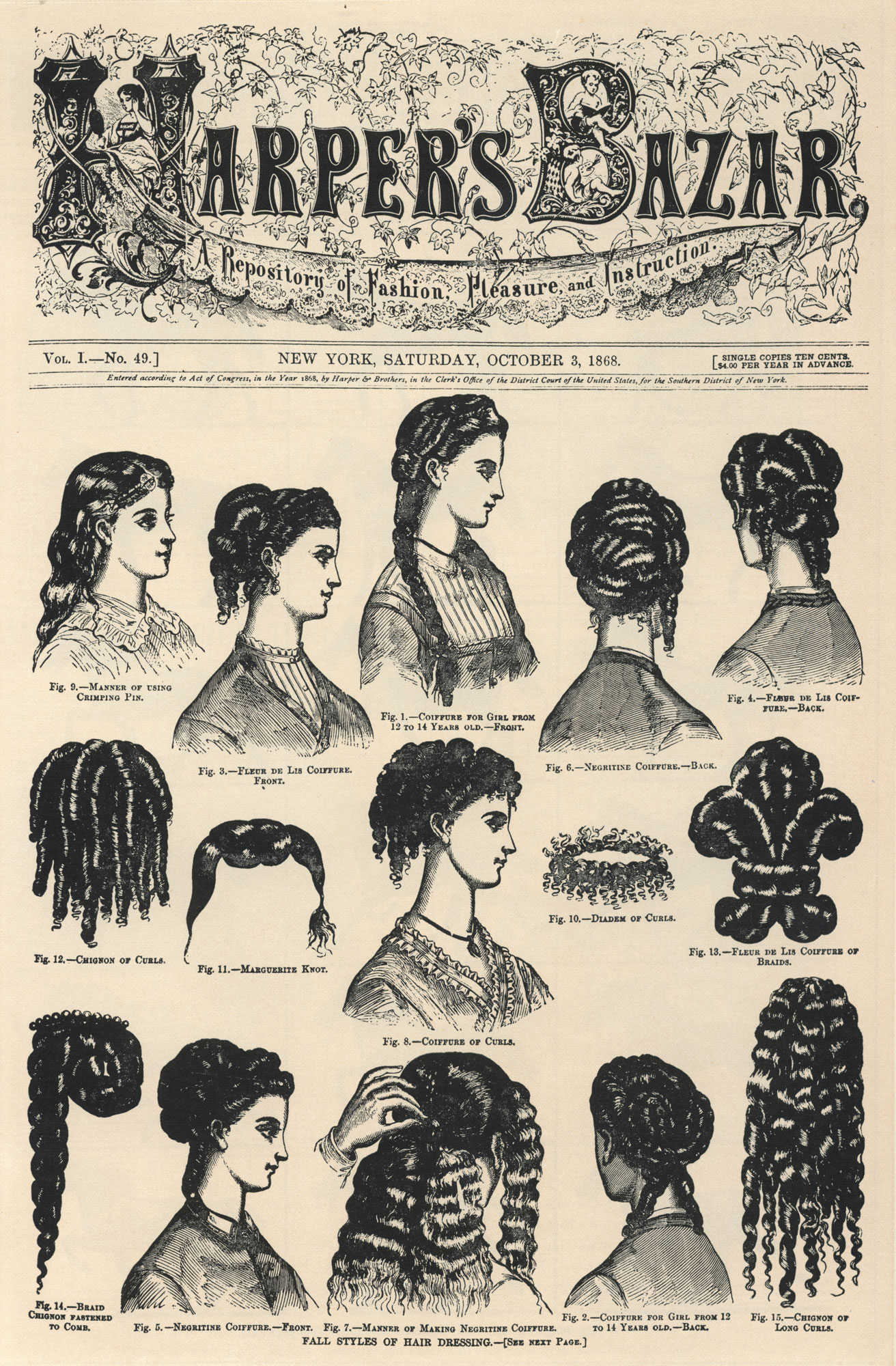
Harper's Bazaar (1868)

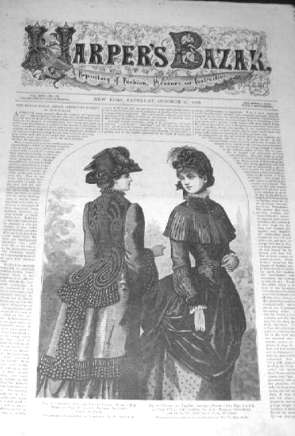
Harper's Bazaar (1883)

1867년, 부스는 지금까지 해왔던 활동과 정반대의 성격을 갖고 있지만 그녀의 인생에서 문학이나 번역 활동만큼이나 중요한 성격의 또 다른 일을 맡았는데, Harper’s Bazaar은 국내 사회의 즐거움과 향상에 헌신하는 주간지였다. 그녀는 오랫동안 의원들과 좋은 관계를 맺고 있었다. 하퍼 가의 네 형제는 자신의 이름을 가진 그 위대한 회사를 세웠고, 그 사업을 훌륭하게 해냈으며, 그 후 최초의 여성 패션 잡지를 발행하기로 결심했을 때, 즉시 그녀에게 편집권을 장악해 달라고 요청했다.
다른 신문사들은 처음에는 그녀의 능력을 저평가하여 손실의 발생을 당연하게 생각하였으나, 그녀의 편집 관리 하에 잡지는 구독자를 10만 명까지 헤아리며 기록적으로 가장 빠른 저널리즘적 성공을 증명했다. 미국이나 영국의 어떤 계급의 시인, 또는 이야기 작가, 소설가가 그 페이지에 기고자가 아닌 경우는 거의 없었고, 그 순수성, 자존감, 높은 수준, 그리고 문학의 우수성은 정기 간행물들 사이에서 타의 추종을 불허했다. 미국 가정 내에서 그러한 성격의 잡지의 영향은 엄청났다. 잡지는 항상 좋고 즐거운 내용들을 다루었다; 그것은 여성과 가족의 행복, 그리고 덕을 그것의 첫 번째 고려사항으로 들고, 잡지가 읽히는 곳이면 어디든 건전한 분위기를 만들어냈다. 칼럼을 통해, 편집자는 거의 16년 동안 수많은 가정에서 그녀의 손을 느끼게 했고, 한 세대의 가정적 끝을 평화와 의로 만드는 데 도움을 주었다.

## 사생활
아마도 부스는 많은 여성들처럼 자신이 선택한 길 외에 다른 곳에 노력을 요구하는 요소들에 방해를 받고 완벽한 집의 안락함이 없었더라면 그렇게 많은 것을 이룰 수 없었을 것이다. 그녀는 센트럴 파크 근처의 뉴욕 시에 살았고, 그녀의 여동생과 함께, 안노 라이트 부인의 양녀가 되어 살았는데, 부인과 그녀 자신 사이에는 평생 동안 유지된 친밀한 관계가 있었다.
그들의 집에는 가볍고 사랑스런 건물과 함께 많은 것을 즐길 수 있는 공간이 있었다. 언제나 손님들이 있었고, 미용실에서는 토요일 밤마다 저명한 작가들, 훌륭한 가수들, 연주자들, 음악가들, 정치가들, 여행자들, 출판사들, 언론인들이 모여 있었다. 부스는 변함없는 친구들에게 축복받았다. 그녀는 다른 사람을 섬기거나 종속되지 않고, 그들의 행복에 만족했다. 그녀는 민감하고 동정심이 많고 섬세하다고 묘사되었다. 부스는 1889년 3월 5일 병을 앓다 사망했다.

### 참고 서적
- 본 문서에는 현재 퍼블릭 도메인에 속한 다음 저작물을 기초로 작성된 내용이 포함되어 있습니다:  Phelps, Elizabeth Stuart; Stowe, Harriet Beecher; Cooke, Rose Terry (1884). 〈Mary Louise Booth by Harriet Prescott Spofford〉. 《Our Famous Women: An Authorized Record of the Lives and Deeds of Distinguished American Women of Our Times ...》. A. D. Worthington & Company.
- 본 문서에는 현재 퍼블릭 도메인에 속한 다음 저작물을 기초로 작성된 내용이 포함되어 있습니다:  Sharpless, Isaac; Dewees, Watson W. (1890). 《The Student》 Public domain판. Isaac Sharpless and Watson W. Dewees.

### 전기
- Stern, Madeleine B. (1975). 〈Booth, Mary Louise〉.   Edward T. James; Janet Wilson James. 《Notable American Women, 1607–1950 – A Biographical Dictionary》 1 4판. Cambridge, Massachusetts: Belknap Press of Harvard University Press. ISBN 978-0-674-62734-5.